# 喜劇映画研究会
喜劇映画研究会（きげきえいがけんきゅうかい）は、日本にある映画に関する非営利のサークルである。アマチュアの映画同好会でありながらも、欧米のFIAF(国際フィルム・アーカイヴ連盟)加盟機関やコレクターから希少な古典映画のフィルムと資料（映画スターの直筆サイン入りポートレート、契約書、初公開時のポスターなど）を譲り受け、自主企画の上映会・講演会を不定期に開催している。また、各種メディアへの情報提供・調査協力、博物館などの特別企画展や映画祭への作品貸与なども行っている。初代会長は劇作家のケラリーノ・サンドロヴィッチ。現在は株式会社ヴィンテージが著作権、商標権、及び運営の管理を行なっている。

## データ
- 設立日 1976年11月6日（土）東京都渋谷区立広尾中学校の文化祭にて始動
- 発祥地 東京都渋谷区東3丁目
- 現・所在地 東京都大田区上池台5丁目
- 初代会長 ケラリーノ・サンドロヴィッチ（小林一三 こばやし かずみ）
- 現在の会長 新野敏也（あらの としや）

## 所蔵作品
- 映画フィルム 約400作品
- ビデオ（テープ、及びディスク・メディア） 約1500作品

## 著書、及び協力書籍
- サイレント・コメディ全史（1992年、喜劇映画研究会 ISBN 978-4906409013）
- 月刊イメージフォーラム5月号 喜劇の誕生とプレストン・スタージェス（1994年、ダゲレオ出版）※企画協力、寄稿
- 淀川長治映画塾（1995年、講談社 ISBN 978-4061858954）※調査協力のみ
- シネティック2号（1995年、洋々社 ISBN 978-4896741520）※寄稿
- 足穂映画論 フィルモメモリア・タルホニア（1995年、フィルムアート社 ISBN 978-4845995493）※調査協力、資料提供
- 別冊宝島346『これで笑え!』（1997年、宝島社 ISBN 978-4796693462）※企画協力、寄稿、資料提供
- E/M BOOKS Vol.4 TATI ジャック・タチ（1999年、エスクァイア マガジン ジャパン ISBN 978-4872950588）※一部の調査協力、資料提供
- シネティック3号（1995年、洋々社 ISBN 978-4896741537）※寄稿、資料提供
- 〈喜劇映画〉を発明した男 帝王マック・セネット、自らを語る（2014年、作品社 ISBN 978-4861824722）
- KAWADE夢ムック文藝別冊 ウディ・アレン（2017年、河出書房新社 ISBN 978-4309979137）※「論考」に寄稿
- UCカード会員誌 てんとう虫12月号／セゾンカード会員誌 express12月号 特集：チャップリンの喜劇（2017年）※「三大喜劇王の比較論考」を寄稿

## テレビ・ラジオ関連
- 浜家優子のRadio Viking One-80（1995年3月 FM富士）※出演（ゲスト解説）
- ウィークエンドライブ 週刊地球TV（1995年12月 テレビ朝日）※出演（ゲスト解説）、映像提供
- 映像探検20世紀 ハリウッド・スキャンダル （1996年11月NHK BS1）※企画協力、映像提供
- 映像探検20世紀 戦場のスターたち（1997年2月NHK BS1）※調査協力、映像提供
- 知ってるつもり?! たこ八郎（1997年2月 日本テレビ）※調査協力、映像提供
- 映像探検20世紀 初期のアニメーション映画（1997年3月NHK BS1）※調査協力、映像提供
- 日立 世界・ふしぎ発見! 笑うアメリカ（2000年5月 TBS）※企画協力、映像提供
- 20世紀の遺伝子 DNA#116『交遊』の遺伝子・赤塚不二夫（2001年9月 フジテレビ）※調査協力、映像提供
- TOKIO ONE（2002年3月 J-WAVE）※出演（ゲスト解説）
- 世界痛快伝説!!運命のダダダダーン! 特集：お笑い（2002年5月 テレビ朝日）※企画協力、映像提供
- サントリー・サタデー・ウェイティング・バー（2003年9月 FM TOKYO）※出演（ゲスト解説）
- 発祥発見バラエティーご起源さん（2008年3月 TBS）※企画協力、映像提供、出演（ゲスト解説）
- ざっくりマンデー!!（2009年4月 TBS）※企画協力、映像提供
- 社会経済初心者テスト ざっくりマンデー!! 復習スペシャル（2010年3月 TBS）※企画協力、映像提供

## その他、主なイベント協力など
- 渋谷PARCO『ベスト・オブ・コメディ』（1990年9月）
- イメージフォーラム『喜劇の黄金時代』（1991年1月・3月）
- 大阪府青少年会館『名画座倶楽部 米アメリカ喜劇特集』（1992年5月）
- 横浜美術館『斎藤義重による斎藤義重展 時空の木・記念映画会』（1993年2月）
- アテネ・フランセ文化センター『キートン大全集』（1993年3月・1994年3月・1995年3月）
- 銀座ソニービル『ウィークエンド・コメディ』（1993年9月）
- シアター・トップス『ナイロン100℃ SLAPSTICKS』（1993年12月）
- 愛知芸術文化センター『ボディ&イメージ パフォーマンスと映像表現』（1994年9月）
- 彩の国さいたま芸術劇場『喜劇のアクション その醍醐味』（1994年12月）
- 彩の国さいたま芸術劇場『笑いのアクション 1895映画の誕生から』（1995年4月）
- 滋賀県 甲賀市立碧水ホール『喜劇映画ルネサンス〜笑いの夢工場』（1996年6月-7月）
- 北海道小樽市 都通り商店街『アーケード特設上映会』（1996年8月）
- 石川県金沢市 柿木畠商店街『柿木畠屋外映画祭 無声映画の夕べ』（1997年9月）
- 調布映画祭 特別講演（2001年3月）
- ソニーPCL株式会社創立50周年パーティ（2001年3月）
- 調布映画祭 特別ライヴ上映会（2002年3月）
- PARCO劇場『CUBE／ナイロン100℃ SLAPSTICKS』（2002年12月）
- 国立民族学博物館『アラビアンナイト大博覧会』（2004年9月～）※一部の資料提供のみ
- 富山市民芸術創造センター『ことばと音と映像のワークショップ』（2005年8月）
- 富山県立オーバード・ホール『ボーダーレス・コンサートVol.1 家族の肖像』（2005年8月）
- フジロック・フェスティバル'10富士映劇『清志郎クロニクル』（2010年8月）※映像制作のみ
- 下北沢アレイ・ホール『モリイクエのアニメーション・ライヴ 黄表紙プロジェクト』（2011年6月）※技術協力のみ
- 新宿ロフト『しりあがり寿presents（有）さるはげロックフェスティバル'12』（2012年1月）
- 茨城県立水戸芸術館『17th 水戸短編映画祭 LIVE SCREENING!!』（2013年9月）
- アップリンク渋谷／吉祥寺『柳下美恵 ピアノdeシネマ』（2014年5月～2021年7月）
- 吉本興業『京都国際映画祭』（2014年10月～2023年10月）
- 京都府立京都文化博物館『京都ヒストリカ国際映画祭』（2014年12月）
- エスパス・ビブリオ『喜劇映画のビタミン』（2015年9月～2018年7月）
- 京都映画芸術文化研究所 おもちゃ映画ミュージアム『新野敏也のレーザーポインター映画教室』（2016年1月～2022年1月）
- 神戸映画資料館『コメディ宝箱』（2016年1月）
- イオンカルチャークラブ『コメディでつづる映像史』（2016年9月～2017年3月）
- 神戸映画資料館『クラシックコメディ映画祭』（2017年1月）
- イオンカルチャークラブ『喜劇の王様たち』（2017年4月～2022年3月）
- 調布市せんがわ劇場『JAZZ ART SENGAWA2017』（2017年9月）
- ギンレイホール『神楽坂映画祭』（2017年11月～2018年10月）
- シネマ・ジャック＆ベティ『柳下美恵 PIANO&CINEMA』（2017年12月～）
- ゆめりあホール『山崎バニラの活弁大絵巻』（2017年12月～2020年12月）
- ＯＳシネマズ神戸ハーバーランド『活弁ライブ』（2018年2月～）
- こくみん共済ホール／スペース・ゼロ『山崎バニラの活弁大絵巻』（2018年3月～2024年3月）
- 吉本興業『沖縄国際映画祭』（2018年4月～2019年4月）
- 坂本頼光 活弁独演会（2018年4月～）
- 東京国際映画祭『山崎バニラの活弁小絵巻』（2019年11月～2023年10月）
- 壱岐坂Bon Courage『サイレント映画の旅』（2020年8月～）
- シネマ・ジャック&ベティ『夏休みの映画館』（2021年８月～）
- パルシネマしんこうえん『天宮遥 ピアノ劇場』（2021年8月～）
- KERA CROSS『東宝／CUBE SLAPSTICKS』（2021年12月～2022年2月）
- 武蔵野興業（マツダ映画社）『新宿東口映画祭（カツベン映画祭）』（2022年6月～）
- PARCO STAGE『エドモン ～「シラノ・ド・ベルジュラック」を書いた男』（2023年4月）

## 主催イベント
古典映画（サイレント）の再考察と普及活動の一環として、『夢の森にて』『銀幕ランドスケープ』『幻燈音楽一夜』『旋律は笑う』『喜劇映画のビタミン』『サイレント映画の旅』などの企画名で、著名な音楽家、芸能人、文化人をゲストに生演奏付き上映会を行なっている。

### 歴代出演者
※出演年代順
- 谷川賢作（ピアノ/キーボード/アコーディオン）
- 太田惠資（ヴァイオリン）※弁士兼任
- 三木黄太（チェロ）
- MINA（弁士） ※喜劇映画研究会所属のアマチュア、1995年5月入会～2000年3月に退会（引退）
- 小島のり子（フルート）
- 鳥居友之（ギター）
- 深堀瑞穂（トロンボーン）
- クリストファー遙盟ブレイズデル（尺八）
- 土居啓輔（尺八）
- 鬼怒無月（ギター）
- 岡野裕和（ベース）
- 渡辺亮（パーカッション/ビリンバウ）
- 吉見征樹（タブラ）※弁士兼任
- フジマル・ヒデミ（ギター）
- 高良久美子（マリンバ/ドラムス/ビブラフォン）
- HISASHI（ヴォイス） ※弁士兼任
- 青木タイセイ（トロンボーン/ベース/キーボード）
- 知久寿焼（歌/ギター/ウクレレ/口琴）※弁士兼任
- 常味裕司（ウード）※弁士兼任
- アンディ・ベヴァン（サックス/ディドゥリドゥ）
- 石川浩司（歌/パーカッション）※弁士兼任
- おおたか静流（歌/トイ楽器）※弁士兼任
- 高木潤一（ギター）※弁士兼任
- 仙波清彦（ドラムス/パーカッション/小鼓）
- 谷川俊太郎（詩） ※弁士兼任
- 蜂飼耳（詩） ※弁士兼任
- 吉岡アカリ（フルート）
- 庄司知史（オーボエ/イングリッシュホルン）
- 草刈麻紀（クラリネット）
- 大澤昌生（ファゴット）
- 望月正浩（太鼓）
- 山田貴之（〆太鼓）
- 福原徹彦（笛）
- 柳下美恵（ピアノ）
- 酒井聡行（サックス/フルート）
- 三塚知貴（トロンボーン）
- 松本雅隆（ハーディ・ガーディ）
- 上野哲生（リュート）
- 冨田りぐま（オルガン）
- 大宮まふみ（リコーダー）
- 長井和明（セルパン）
- ロケット・マツ（ピアノ/アコーディオン/マンドリン）
- 黒田京子（ピアノ/アコーディオン）
- 喜多直毅（ヴァイオリン）
- 佐藤芳明（アコーディオン）
- 上野洋子（ヴォーカル/ハンドベル/大正琴）
- 棚谷祐一（ピアノ/アコーディオン）
- 近藤治夫（バグパイプ/ハーディ・ガーディ/クルムホルン）
- 辻康介（イタリア・ルネッサンス歌唱） ※弁士兼任
- 中尾勘二（サックス/クラリネット）
- 永畑風人（トランペット）
- 坂本弘道（チェロ）
- 桑原滝弥（詩） ※絶叫パフォーマンス
- 佐藤研二（チェロ/エレキ・ベース）
- 芳垣安洋（ドラムス/パーカッション）
- 坂本真理（歌/ピアノ/キーボード/パーカッション/ダンス）※2016年6月に喜劇映画研究会正式所属～2019年3月に退会
- 福沢達郎（ピアノ/ガムラン/カリンバ）
- 小澤敏也（パーカッション）
- 坂ノ下典正（ギター）
- 大森久美子（活動写真弁士）
- 天宮遥（ピアノ）
- 鳥飼りょう（ピアノ/パーカッション）
- 藤代敦（キーボード）
- 行川さをり（歌）※2016年12月10日の『喜劇映画のビタミンPART4～身体表現と音楽～』に客席から飛び入り参加
- 山崎バニラ（活動写真弁士）
- 坂本頼光（活動写真弁士）
- Rone（道化師）
- Gigi（道化師）
- ヤマザキ肉まん（活動写真弁士？）※山崎バニラの弟子を自称する謎の黒マスク男。2019年11月23日にデビュー
- 神﨑えり（ピアノ）
- 551豚まん大盛り（活動写真弁士？）※大森久美子の弟子を自称する謎のマスク男。2020年9月13日にデビュー
- 松下美千代（ピアノ）
- 蜂谷真紀（ヴォイス・パフォーマンス/効果音）
- 田中信正（ピアノ）
- 佐々木亜希子（活動写真弁士）
- 竹内直（サックス）
- 縁寿（活動写真弁士）
- 尾田直彪（活動写真弁士）
- Tokyo Tomo（マジシャン）
- おさべせりな（活動写真弁士）
- 藤本剛（活動写真弁士）
- 永田雅代（ピアノ）
- 関根真理（パーカッション）